# Skåra, Østfold
Skåra är en tidigare tätort i Fredrikstads kommun i Østfold fylke i sydöstra Norge. Orten ligger där riksväg 110 möter fylkesväg 116, nordväst om staden Fredrikstad.
Tidigare har orten tillhört dåvarande Onsøy kommun.
Sedan 2016 räknas orten inte längre som en tätort.